# Erling Braut Haaland
Erling Braut Haaland (noruec: Erling Haaland)  (Leeds, 21 de juliol de 2000) és un futbolista noruec que juga com a davanter al Manchester City de la Premier league i a la selecció de Noruega.
Håland va començar la seva carrera el 2016 al Bryne FK, i l'any següent va fitxar pel Molde FK, on va jugar durant dos anys. El gener del 2019, el club austríac Red Bull Salzburg el va fitxar amb un contracte per cinc anys. En la Lliga de Campions de la UEFA 2019-20 es va convertir en el primer jugador adolescent en marcar gol durant cinc partits consecutius de Lliga de Campions.
Després d'una gran actuació durant la Copa del Món de Futbol sub-20 de 2019, en la qual va guanyar la Bota d'Or del campionat, Håland va debutar amb la selecció absoluta de Noruega el setembre de 2019.

## Primers anys
Haaland va néixer el 21 de juliol de 2000 a Leeds, West Yorkshire (Anglaterra), ja que el seu pare, Alfie Haaland, jugava llavors al Leeds United de la Premier League. El 2004, als tres anys, es va traslladar a Bryne, la ciutat natal dels seus pares a Noruega. A més de jugar a futbol des de petit, Haaland va practicar altres esports de nen, com l'handbol, el golf i l'atletisme, i, pel que sembla, quan tenia cinc anys va aconseguir el rècord mundial de salt de longitud de peu, amb una distància registrada d'1,63 metres el 2006.

## Carrera de club

### Bryne
Durant la temporada 2015-16, Håland va jugar per l'equip filial del Bryne FK, marcant 18 gols en 14 partits. Les seves actuacions amb el filial el van portar a debutar amb el primer equip amb només 15 anys, el 12 de maig de 2016 en un partit de la Lliga noruega de futbol contra el Ranheim. En total, Håland va jugar 16 partits amb el Bryne.

### Molde

#### Temporada 2017
L'1 de febrer de 2017, el Molde FK va anunciar el fitxatge de Håland. Va debutar el 26 d'abril de 2017 en un partit de la Copa noruega de futbol contra el Volda TI, on va marcar en una victòria per 3-2 del seu equip. El seu debut en la lliga va arribar el 4 de juny de 2017, entrant com a substitut al minut 71 de partit contra el Sarpsborg 08. 6 minuts més tard, va marcar el gol de la victòria, el qual va suposar el seu primer gol a l'Eliteserien. Håland va marcar el seu segon gol de la temporada el 17 de setembre, el gol de la victòria en un partit que va acabar 3-2 contra el Viking. La seva celebració dirigida als seguidors del Viking va fer que rebés les crítiques del seu company d'equip Björn Bergmann Sigurðarson. Håland va terminar la temporada amb 4 gols en 20 partits.

#### Temporada 2018
L'1 de juliol de 2018, Håland va marcar 4 gols contra el SK Brann durant els primers 21 minuts de partit, donant la victòria per 4-0 com a visitant al seu equip davant els qui llavors eren els líders invictes de la competició. El hat-trick va ser marcat en 11 minuts i 2 segons i tots quatre gols en 17 minuts i 4 segons. Un observador del Manchester United FC va presenciar el partit en directe. L'entrenador del Molde FK, Ole Gunnar Solskjær, després del partit va comparar l'estil de joc de Håland amb el de Romelu Lukaku, i va desvelar que el club havia refusat diverses ofertes per Håland de diferents clubs.
En el següent partit, el 8 de juliol, Håland va continuar amb la seva ratxa golejadora marcant dos gols contra el Vålerenga. Håland va marcar en la victòria del Molde a la Lliga Europa de la UEFA contra el KF Laçi per 3-0 el 26 de juliol. Degut a un esquinç de turmell, Håland no va participar en els últims tres partits de lliga de la temporada. Per les seves actuacions a l'Eliteserien 2018, Håland va rebre el premi a jugador revelació de la lliga. Va terminar la temporada 2018 com a màxim golejador del Molde amb 16 gols en 30 partits.

### Red Bull Salzburg
El 19 d'agost de 2018, el club austríac Red Bull Salzburg va anunciar que Håland fitxaria pel club l'1 de gener de 2019, signant un contracte per cinc anys. El 19 de juliol de 2019, Håland va marcar el seu primer hat-trick al club en una victòria 7-1 a la Copa austríaca de futbol contra el SC-ESV Parndorf, al qual va seguir el seu primer hat-trick a la Bundesliga austríaca el 10 d'agost, en una victòria 5-2 contra el Wolfsberger AC. Håland va marcar el seu tercer hat-trick amb el Red Bull Salzburg el 14 de setembre, en una victòria 7-2 contra el TSV Hartberg, elevant el seu rècord de la temporada a 11 gols en 7 partits de lliga, i tres dies després, en va marcar un altre, el seu quart amb el club, en el seu debut a la Lliga de Campions de la UEFA 2019-20 contra el Genk en una victòria 6-2.
Håland es va convertir en el segon adolescent en la història de la Lliga de Campions en marcar en els seus tres primers partits en la competició, després de Karim Benzema, marcant 1 gol contra el Liverpool i 2 contra el Napoli. Així, es va convertir en el primer jugador en marcar 6 gols en els seus primers tres partits a la Lliga de Campions. Més endavant, va marcar un gol contra el Napoli per convertir-se en el primer adolescent en marcar en quatre partits consecutius, i el quart jugador en fer-ho després de Zé Carlos, Alessandro Del Piero i Diego Costa. El 27 de novembre, va marcar un altre gol contra el Genk, per arribar als cinc partits consecutius i unir-se a Alessandro Del Piero, Serhí Rebrov, Neymar i Robert Lewandowski com a unics jugadors en aconseguir-ho.

### Borussia Dortmund
El 29 de desembre de 2019 es va anunciar el fitxatge de Håland pel Borussia Dortmund. Va debutar contra l'Augsburg el 18 de gener de 2020 entrant com a substitut al minut 56, marcant un hat-trick en 23 minuts per a donar la victòria al seu equip per 5-3. Es va convertir en el segon jugador en marcar un hat-trick en el seu debut a la Bundesliga amb el Dortmund, després de Pierre-Emerick Aubameyang.
El futbolista noruec ja ha superat la barrera dels 100 gols oficials i va encaminat a arribar als gols de Leo Messi i Cristiano Ronaldo. El noruec ja ha superat en hat-trick a les llegendes futbolístiques com Ricardo Kaká i Samuel Eto'o.

### Manchester City
L'any 2022 el Manchester City va fitxar Haaland per una xifra de 60 milions d'euros.

## Carrera internacional

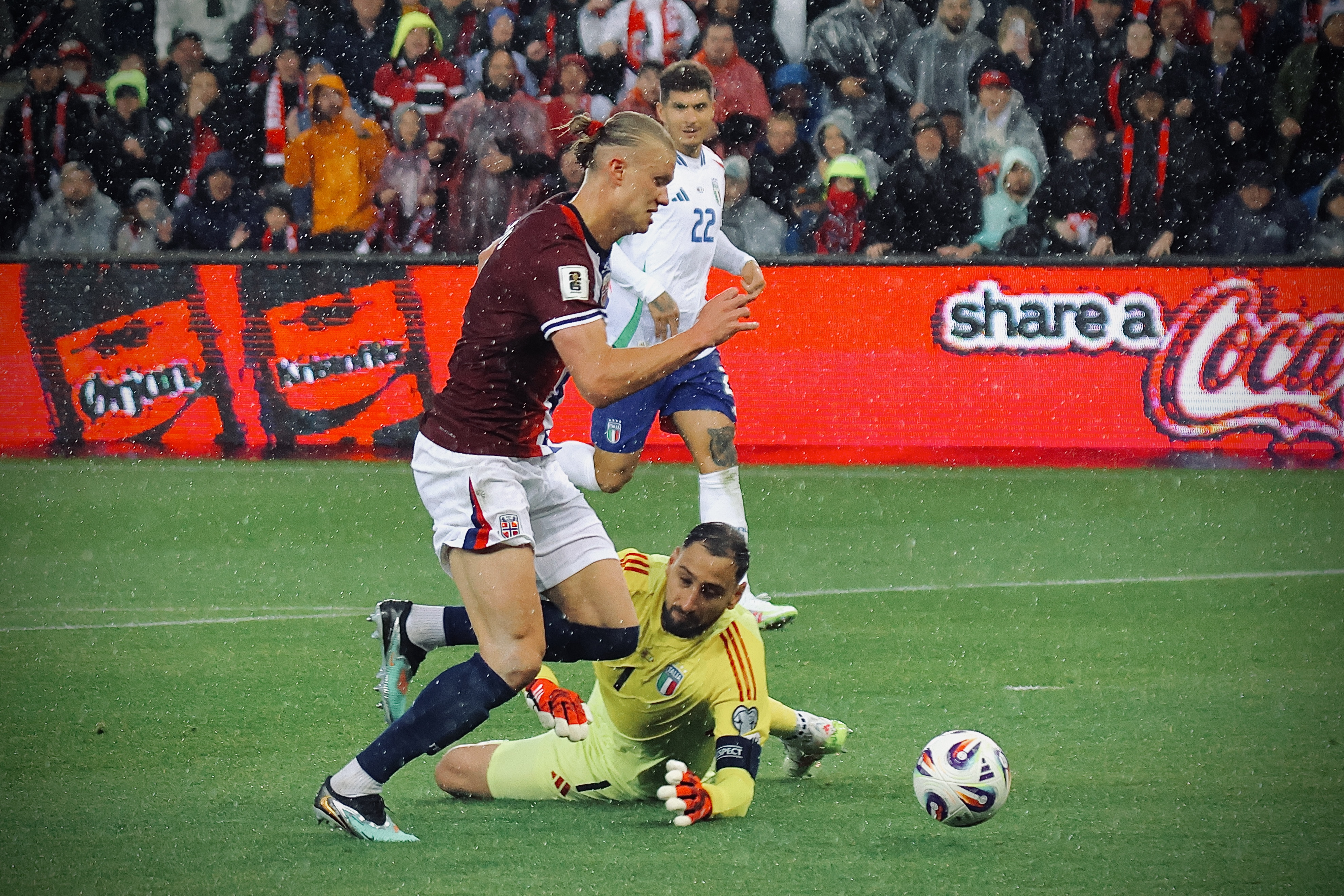
Haaland, jugant amb Noruega, dribla el porter italià Gianluigi Donnarumma.

Håland ha representat a Noruega en diverses categories. Amb la selecció sub-19, va marcar un hat-trick el 27 de març de 2018 contra Escòcia en una victòria per 5-4 per ajudar Noruega a aconseguir la classificació per al Campionat d'Europa de Futbol sub-19 de la UEFA de 2018.
El 22 de juliol de 2018, Håland va marcar amb Noruega sub-19 en un empat 1-1 contra Itàlia en el Campionat d'Europa de Futbol sub-19 de la UEFA de 2018.
El 30 de maig de 2019, Håland va marcar 9 gols en una victòria per 12-0 de Noruega sub-20 contra Hondures en la Copa del Món de Futbol sub-20 de 2019 a Lublin, Polònia. Aquesta va suposar la major victòria de Noruega sub-20 en tota la història, i també la pitjor derrota d'Hondures sub-20. També va establir un nou rècord al Mundial sub-20, el de més gols marcats per un sol jugador en un partit, i també la major victòria d'un equip en la història del campionat. Tot i que els noruecs van ser eliminats a la fase de grups, i que Håland no va marcar en cap altre partit, va guanyar la Bota d'Or com a màxim golejador del torneig.
El 30 de maig de 2019, Håland va marcar 9 gols en una victòria per 12-0 de Noruega sub-20 contra Hondures en la Copa del Món de Futbol sub-20 de 2019 a Lublin, Polònia. Aquesta va suposar la major victòria de Noruega sub-20 en tota la història, i també la pitjor derrota d'Hondures sub-20. També va establir un nou rècord al Mundial sub-20, el de més gols marcats per un sol jugador en un partit, i també la major victòria d'un equip en la història del campionat. Tot i que els noruecs van ser eliminats a la fase de grups, i que Håland no va marcar en cap altre partit, va guanyar la Bota d'Or com a màxim golejador del torneig.
Després de la seva actuació a la Copa del Món de Futbol sub-20 de 2019 i el seu bon estat de forma al Red Bull Salzburg marcant sis gols als primers quatre partits de la Bundesliga austríaca 2019-20, el 28 d'agost de 2019 Håland va ser convocat pel seleccionador Lars Lagerbäck amb la selecció de futbol de Noruega pels partits contra Malta i Suècia de classificació per al Campionat d'Europa de futbol 2020, i va debutar el 5 de setembre de 2019 contra Malta.

## Vida personal
Haaland és fill de l'exdefensa noruec del Nottingham Forest, el Leeds United FC i el Manchester City, Alf-Inge Håland, i de l'exatleta d'heptatló femení Gry Marita Braut. El seu cosí Jonatan Braut Brunes també és futbolista professional. Brunes es va convertir en el jugador més jove de la història a jugar amb el Bryne en un partit contra el KFUM d'Oslo el 16 de maig de 2016 a l'edat de 15 anys, 9 mesos i 9 dies, superant el rècord anterior establert per Haaland quatre dies abans. El seu cosí menor, Albert Tjåland, també és futbolista i ha registrat més de 60 gols en menys de 40 partits jugats amb l'equip juvenil del Molde.

## Estadístiques

### Club
Actualitzat al 30 de setembre de 2023
| Club              | Temporada        | Lliga                | Lliga   | Lliga | Copa Nacional | Copa Nacional | Copa Lliga | Copa Lliga | Europa  | Europa | Altres  | Altres | Total   | Total |
| Club              | Temporada        | Divisió              | Partits | Gols  | Partits       | Gols          | Partits    | Gols       | Partits | Gols   | Partits | Gols   | Partits | Gols  |
| ----------------- | ---------------- | -------------------- | ------- | ----- | ------------- | ------------- | ---------- | ---------- | ------- | ------ | ------- | ------ | ------- | ----- |
| Bryne             | 2016             | 1. divisjon          | 16      | 0     | 0             | 0             | —          | —          | —       | —      | —       | —      | 16      | 0     |
| Molde             | 2017             | Eliteserien          | 14      | 2     | 6             | 2             | —          | —          | —       | —      | —       | —      | 20      | 4     |
| Molde             | 2018             | Eliteserien          | 25      | 12    | 0             | 0             | —          | —          | 5       | 4      | —       | —      | 30      | 16    |
| Molde             | Total            | Total                | 39      | 14    | 6             | 2             | —          | —          | 5       | 4      | —       | —      | 50      | 20    |
| Red Bull Salzburg | 2018-19          | Bundesliga austríaca | 2       | 1     | 2             | 0             | —          | —          | 1       | 0      | —       | —      | 5       | 1     |
| Red Bull Salzburg | 2019-20          | Bundesliga austríaca | 14      | 16    | 2             | 4             | —          | —          | 6       | 8      | —       | —      | 22      | 28    |
| Red Bull Salzburg | Total            | Total                | 16      | 17    | 4             | 4             | —          | —          | 7       | 8      | —       | —      | 27      | 29    |
| Borussia Dortmund | 2019-20          | Bundesliga alemanya  | 15      | 13    | 1             | 1             | —          | —          | 2       | 2      | —       | —      | 18      | 16    |
| Borussia Dortmund | 2020-21          | Bundesliga alemanya  | 28      | 27    | 4             | 3             | —          | —          | 8       | 10     | 1       | 1      | 41      | 41    |
| Borussia Dortmund | 2021-22          | Bundesliga alemanya  | 24      | 22    | 2             | 4             | —          | —          | 3       | 3      | 1       | 0      | 30      | 29    |
| Borussia Dortmund | Total            | Total                | 67      | 62    | 7             | 8             | —          | —          | 13      | 15     | 2       | 1      | 89      | 86    |
| Manchester City   | 2022-23          | Premier League       | 35      | 36    | 4             | 3             | 2          | 1          | 11      | 12     | 1       | 0      | 53      | 52    |
| Manchester City   | 2023-24          | Premier League       | 7       | 8     | 0             | 0             | 0          | 0          | 1       | 0      | 2       | 0      | 10      | 8     |
| Manchester City   | Total            | Total                | 42      | 44    | 4             | 3             | 2          | 1          | 12      | 12     | 3       | 0      | 63      | 60    |
| Total de carrera  | Total de carrera | Total de carrera     | 198     | 157   | 21            | 17            | 2          | 1          | 37      | 39     | 5       | 1      | 263     | 215   |

### Internacional
Actualitzat a 12 de setembre de 2022
| Noruega | Noruega | Noruega |
| Any     | Partits | Gols    |
| ------- | ------- | ------- |
| 2019    | 2       | 0       |
| 2020    | 5       | 6       |
| 2021    | 8       | 6       |
| 2022    | 8       | 9       |
| 2023    | 3       | 4       |
| Total   | 26      | 25      |

## Palmarès
Red Bull Salzburg
- 2 Lligues austríaques: 2018-19, 2019-20
- 2 Copes austríaques: 2018-19, 2019-20

Borussia Dortmund
- 1 Copa alemanya: 2020-21

Manchester City FC
- 1 Lliga de Campions de la UEFA: 2022-23
- 1 Supercopa d'Europa: 2023
- 2 Lligues angleses: 2022-23, 2023-24
- 1 Copa anglesa: 2022-23
- 1 Community Shield: 2024

### Individual
- 1 Bota d'Or: 2022-23 (36 gols)
- 1 Futbolista de l'any d'Àustria: 2019
- 1 Jugador de la temporada de la Lliga austríaca: 2019-20
- 1 Bota d'or del Mundial sub-20: 2019 (9 gols)
- 1 Jugador de la temporada de la Bundesliga: 2020-21
- 1 Jugador de la temporada de la Premier League: 2022-23
- 2 Botes d'or de la Premier League: 2022-23 (36 gols), 2023-24 (27 gols)
- 1 Premi Golden Boy: 2020
- 2 Equip de la temporada de la Lliga de Campions de la UEFA: 2020-21, 2022-23
- 1 Davanter de la temporada de la Lliga de Campions de la UEFA: 2020-21
- 2 Màxim golejador de la Lliga de Campions de la UEFA: 2020-21 (10 gols), 2022-23 (12 gols)
- 2 Màxim golejador de la Lliga de les Nacions de la UEFA: 2020-21 (6 gols), 2022-23 (6 gols)
- 2 11 de l'any per la FIFPRO: 2021, 2022
- 1 Equip de l'any per la IFFHS: 2022